# Rolf A. Stucky
Rolf Andreas Stucky (* 12. September 1942 in Bern) ist ein Schweizer Klassischer Archäologe.

## Leben
Rolf Stucky wurde 1969 an der Universität Bern bei Hans Jucker mit der Arbeit The engraved Tridacna shells promoviert, 1977 folgte die Habilitation, nach der er Privatdozent an der Universität Bern war. Ein Jahr später wurde er in Nachfolge Karl Schefolds Ordinarius an der Universität Basel. Von 1980 bis 2008 war er Mitglied der Redaktion der Zeitschrift Antike Kunst. 2007 wurde er emeritiert, Nachfolger wurde Martin Guggisberg. Zu seinen Doktoranden zählen Peter Blome, Martin Guggisberg und Othmar Jaeggi.
Ausgrabungen führte Stucky in Tell el-Hajj in Syrien, in Ugarit/Ras Shamra und Sidon im Libanon durch. Er war an der Restitution von mehreren geraubten Skulpturen aus dem Eschmun-Heiligtum im Libanon beteiligt. Stucky veröffentlichte etwa 15 Monografien und Kataloge, zudem mehrere Dutzend Artikel und Rezensionen in Zeitschriften.
Stucky ist mit der Kunsthistorikerin Monica Stucky-Schürer verheiratet, ihre Tochter ist die Schauspielerin Bettina Stucky.

## Veröffentlichungen (Auswahl)
- (Hrsg.): Eikones. Studien zum griechischen und römischen Bildnis. Hans Jucker zum 60. Geburtstag gewidmet. Basel 1980.
- Tribune d’Echmoun. Ein griechischer Reliefzyklus des 4. Jahrhunderts v. Chr. in Sidon (= Antike Kunst. Beiheft 13). Basel 1984.
- Die Skulpturen aus dem Eshmun-Heiligtum bei Sidon. Griechische, römische, kyprische und phönizische Statuen und Reliefs des 6. Jahrhunderts vor Chr. bis zum 3. Jahrhundert nach Chr. (= Antike Kunst. Beiheft 17). Basel 1993.
- mit Christiane Dunant: Le Sanctuaire de Baalshamin à Palmyre. Band 4: Skulpturen / Sculptures (= Bibliotheca Helvetica Romana. 10, 4). 2000.